# 修女院长广场
修女院长广场（Place des Abbesses）是巴黎十八区蒙马特的一个广场。 1867年2月26日命名。
广场上有地铁站、邮局、华莱士喷泉、蒙马特圣若望堂、爱之墙。

图片
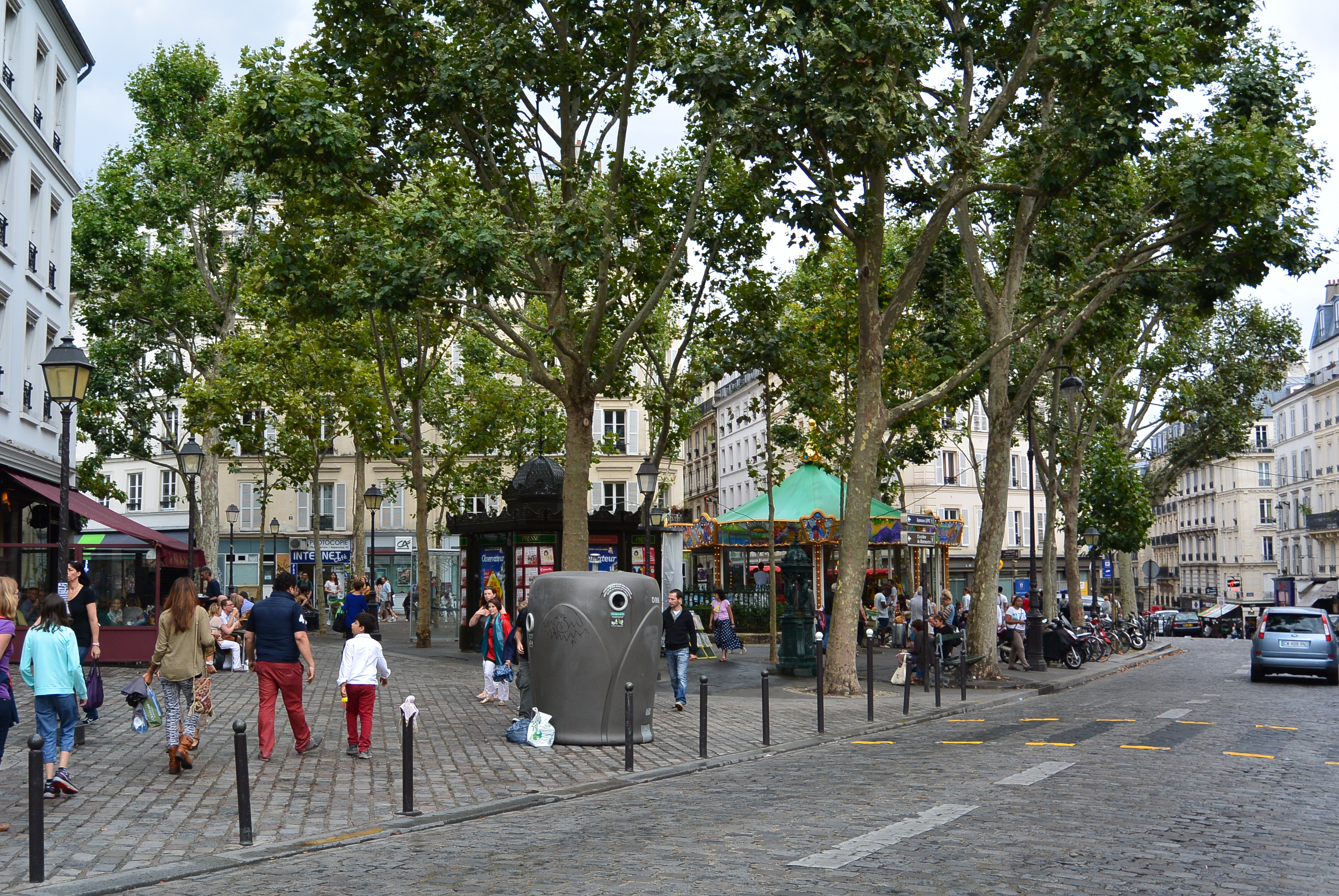
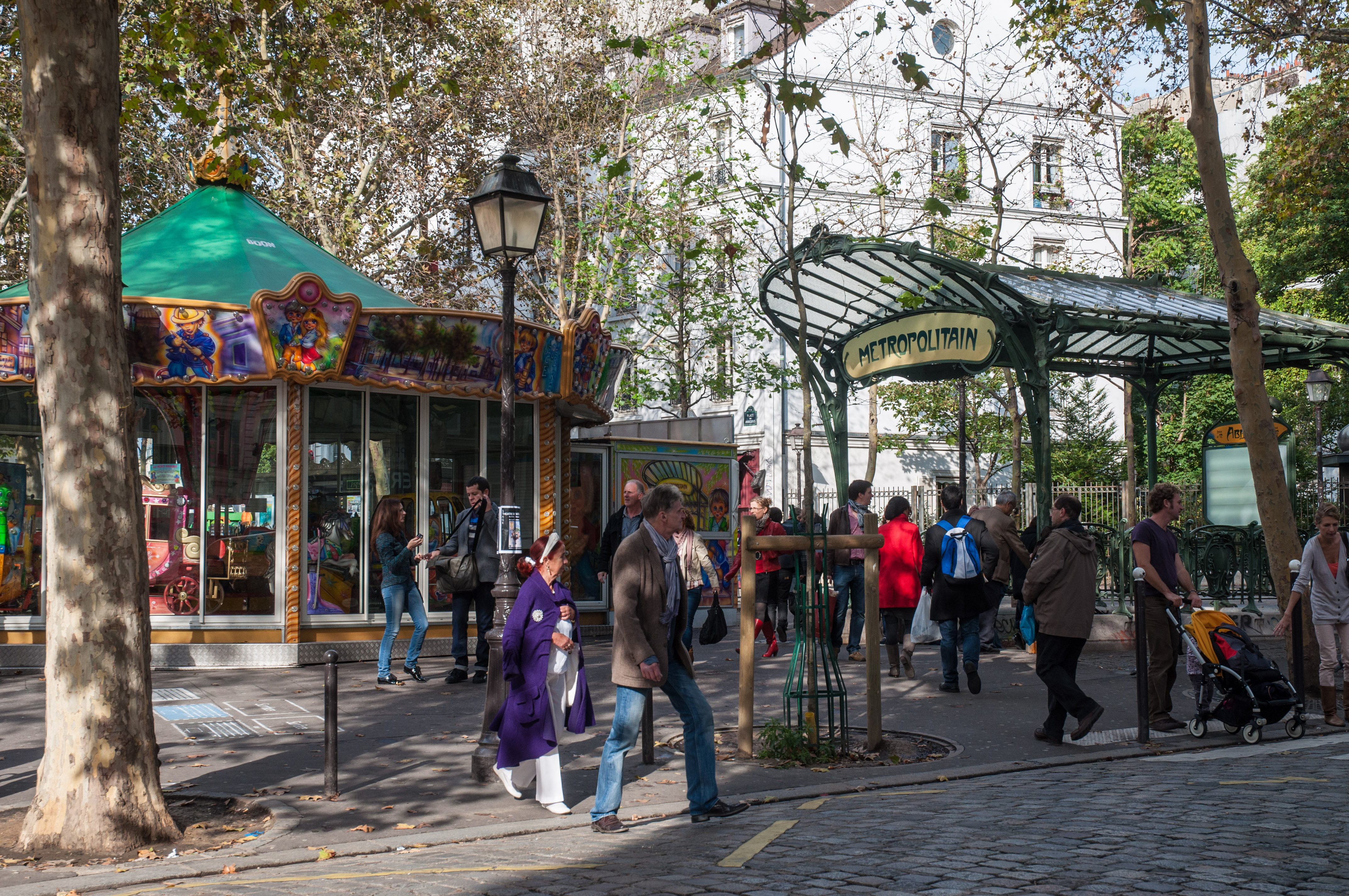
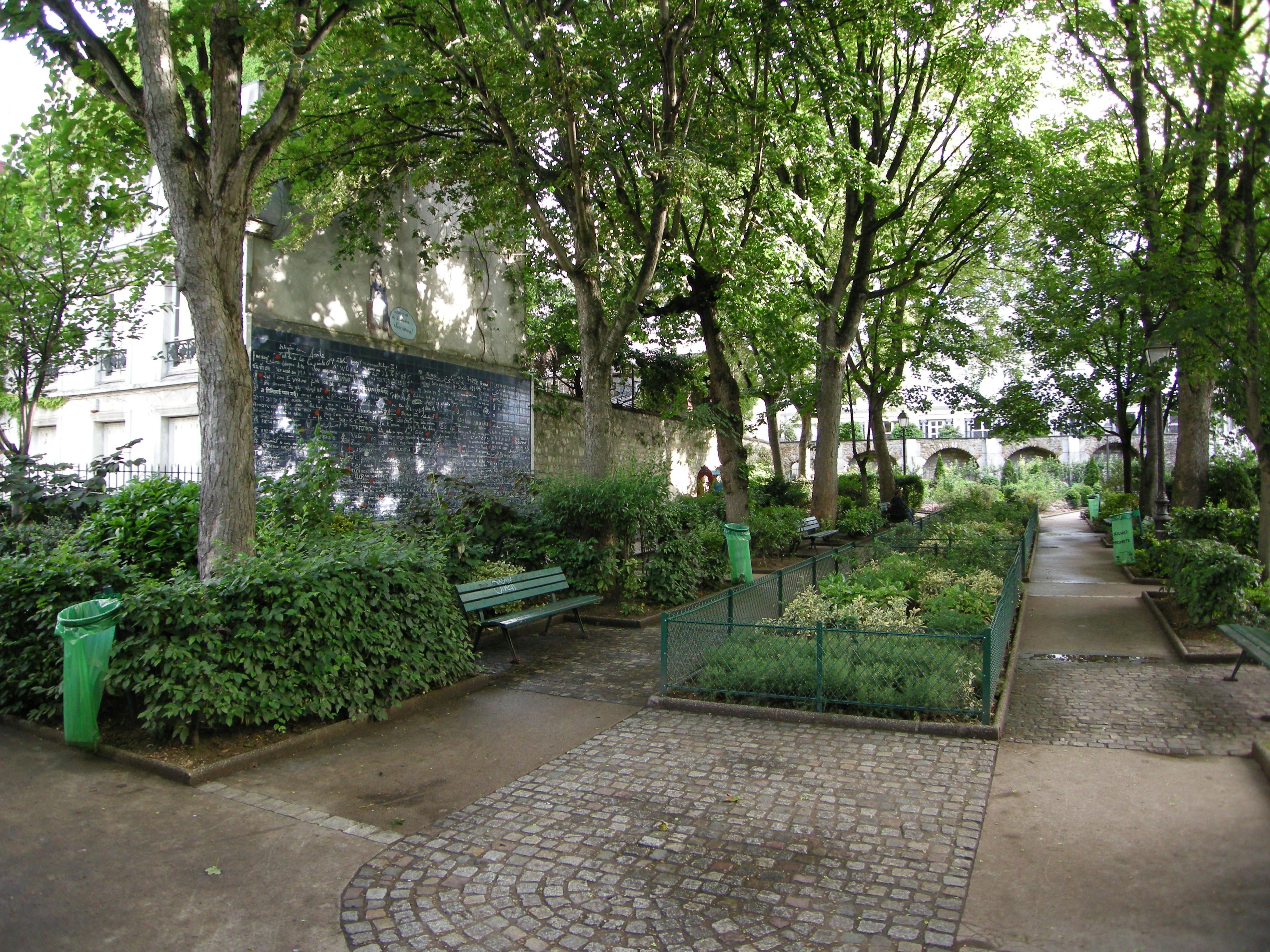
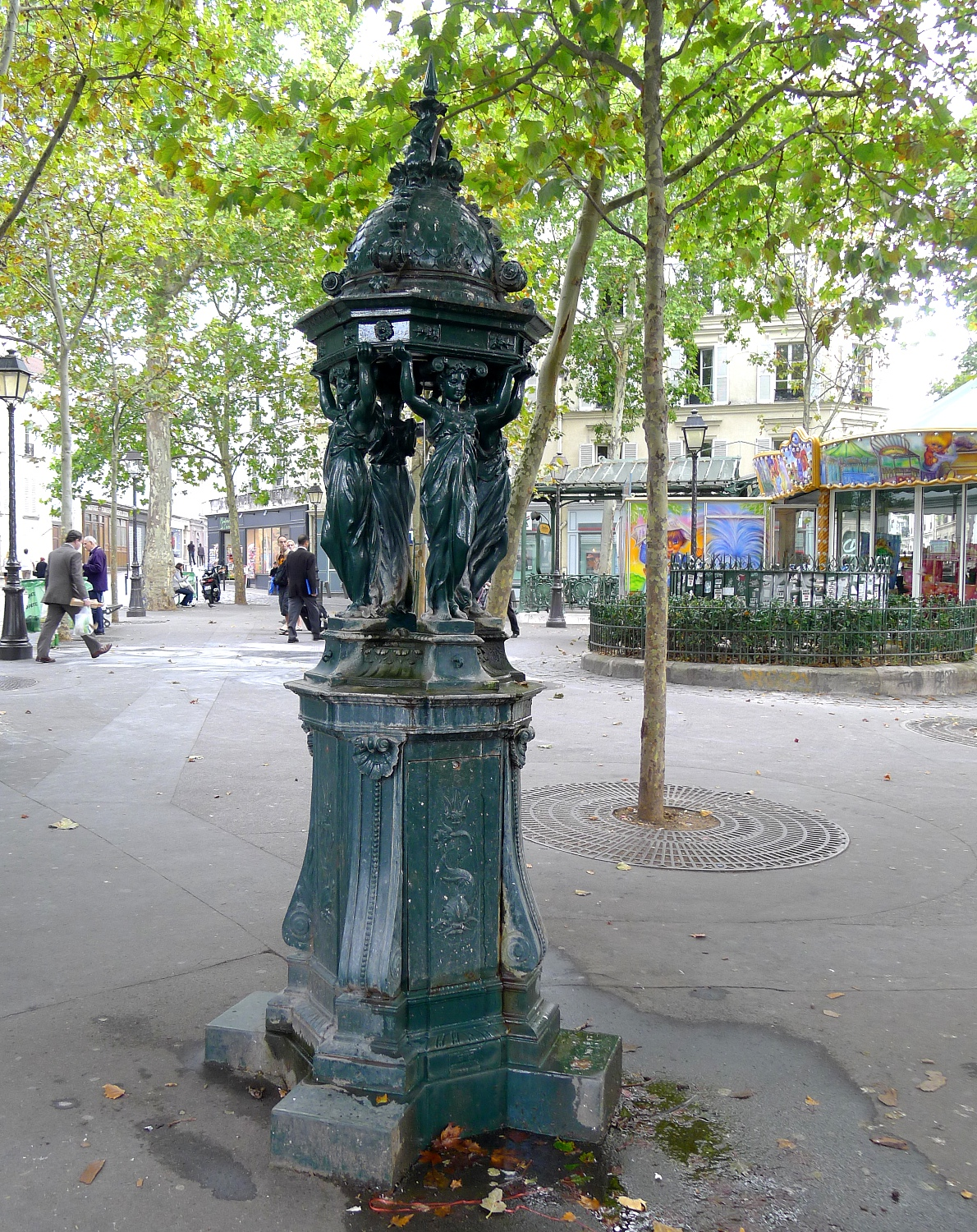
华莱士喷泉
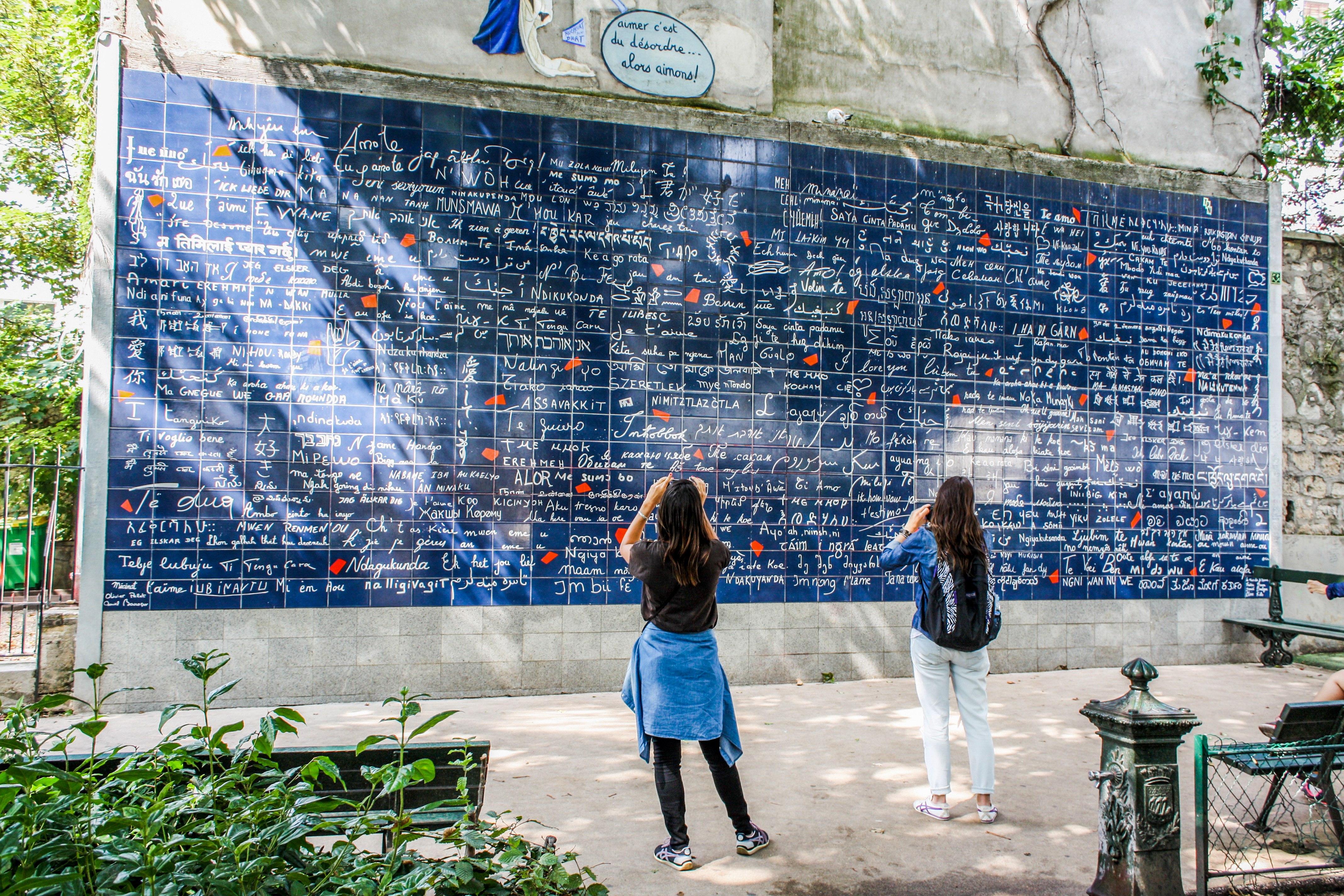
爱之墙
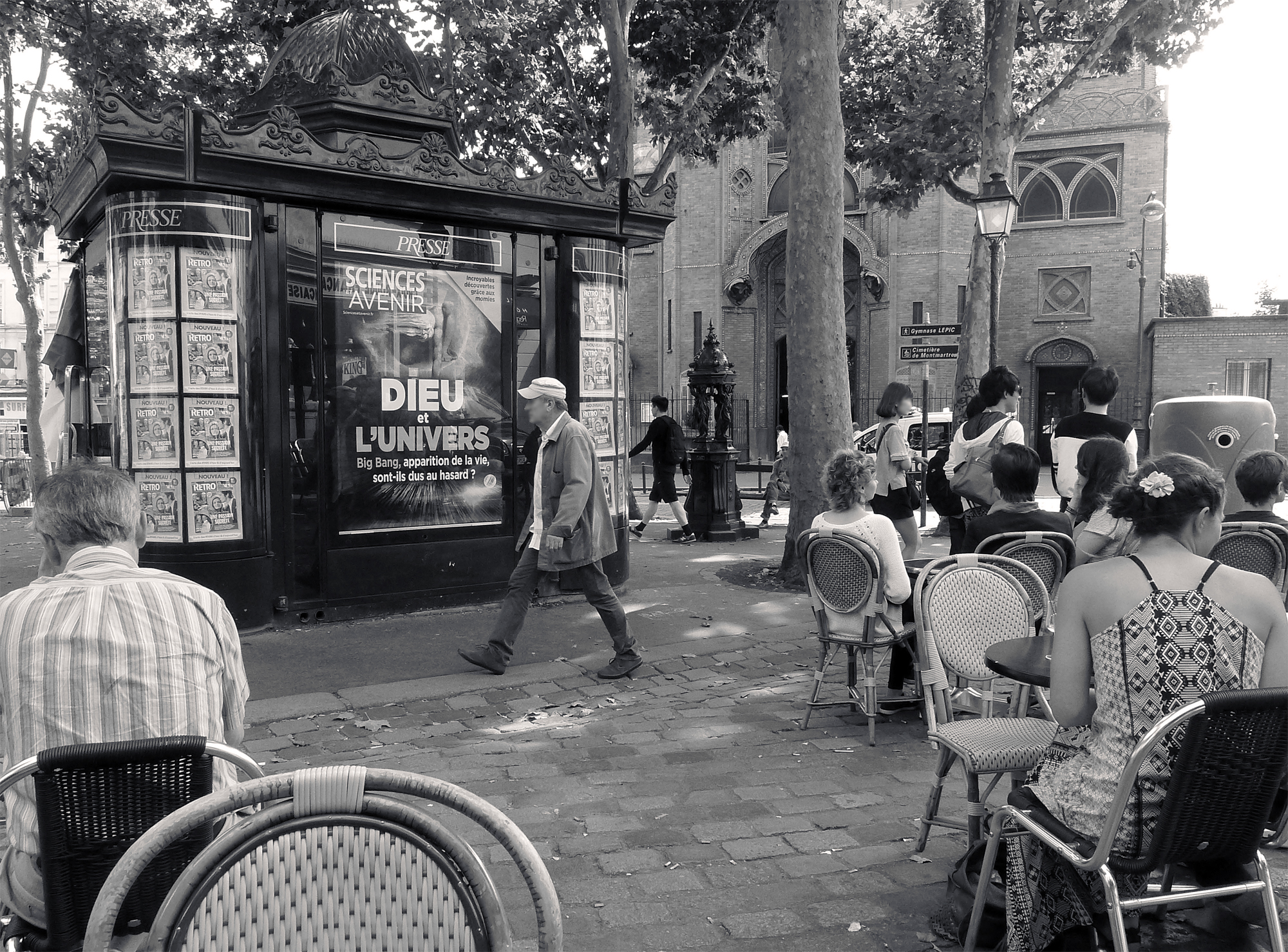